# 確率解析
確率解析学とは、伊藤清による確率積分、確率微分方程式、及び連鎖律に相当する伊藤の公式発表に端を発した数学の分野である。 伊藤清の「伊藤の公式」は米国科学アカデミーをして、ピタゴラスの定理に次ぎニュートンの微積分学の功績と並ぶ確率解析の基本定理だと言わしめている。 第二次世界大戦中の1942年に日本語で発表された確率微分方程式論は画期的な業績であり、 これによって非決定論的でランダムな時間発展の記述が可能となった。いわゆる伊藤の公式は、 数学の諸分野に留まらず、例えば、物理学においては共形場理論、 工学においては制御理論、生物学においては集団遺伝学などに、さらに近年では、 経済学における数理ファイナンスに至るまで広範に応用されている。 伊藤清は第二次世界大戦中にマルコフ過程を定める微分方程式としてこの理論を発表した。1960-1970年頃には渡辺信三、國田寛による確率積分のマルチンゲール理論化により伊藤理論は非常に使いやすい形に整備された。また、1970年代以降のPaul Malliavinによる人類史上初の無限次元解析的視点が確率論の中で厳密に展開されることにより, 伊藤解析は大幅にその裾を拡げ, 他の数学分野を巻き込んで浸透した。伊藤解析は, Malliavin解析(無限次元解析)と総称して, 確率解析と呼ばれることもある。詳細は, Malliavin, Kusuoka-Stroock, Watanabeなどの原論文を参照せよ。確率微分方程式の誕生レベルで、この分野は特に偏微分方程式論及び微分幾何学(無限次元空間上の幾何学)と深く関連している。また、現在はLyonsに始まるラフパス解析理論、Hairerに始まる正則構造の理論などと強く融合するとともに、現代数学の中で更なる急激な発展が見込まれており、競争が激化している。実際、2000年代以降のフィールズ賞受賞者はすべて確率論に関連する研究者であった。

純粋数学・応用数学の双方において重要な分野である。応用例に枚挙がないが、例えば、物理学、工学、生物学、経済学、統計学などに応用できる。